# Bensulid
Bensulid ist eine chemische Verbindung aus der Gruppe der Sulfonsäureamide und Thiophosphorsäureester.

## Geschichte

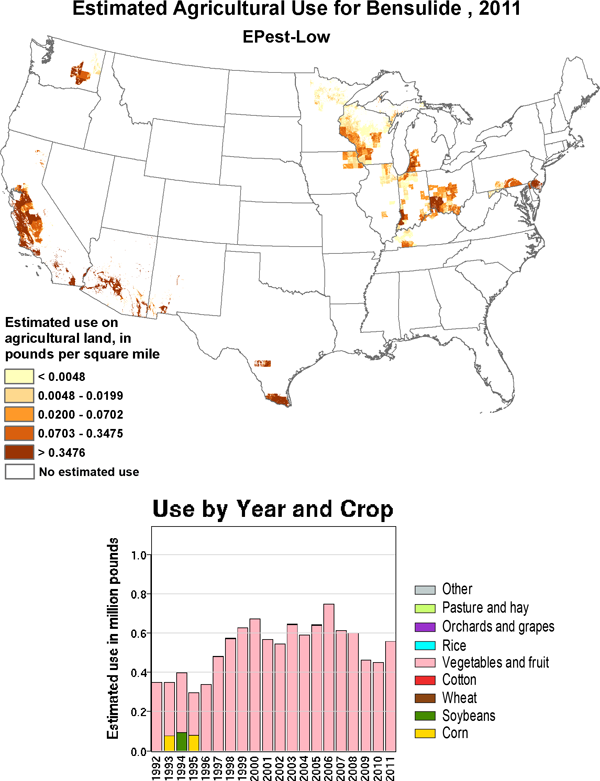
Geschätzte Ausbringungsmenge in den USA 2011

Bensulid wurde 1964 in den USA zur Eindämmung von Fingerhirsen und einjährigem Rispengras auf Rasen durch die Gowan Company auf den Markt gebracht. 1968 erfolgte dann die Patentierung zur Bekämpfung von Gräsern in der Landwirtschaft. In den USA werden jährlich etwa 250 Tonnen eingesetzt.

## Gewinnung und Darstellung
Bensulid kann durch eine mehrstufige Reaktion aus Phenylsulfonylchlorid (wird mit Ethanolamin und Thionylchlorid zur Reaktion gebracht) und Phosphor(V)-sulfid (wird mit Isopropanol und Ammoniumhydroxid zur Reaktion gebracht) gewonnen werden.

## Eigenschaften
Bensulid ist ein farbloser Feststoff, der praktisch unlöslich in Wasser ist. Er zersetzt sich ab einer Temperatur von 200 °C. Das technische Produkt ist ab einer Temperatur von 34 °C eine viskose bernsteinfarbene Flüssigkeit. Bensulid wirkt als Cholinesterasehemmer und hat damit negative Auswirkungen auf das zentrale Nervensystem.

## Verwendung
Bensulid wird als Herbizid bei einer Reihe von Früchten und Gemüsen eingesetzt. Handelsnamen sind Betamec, Betasan, Disan, Exporsan, Prefar und Pre-san.

## Zulassung
In den EU-Staaten wie Deutschland und Österreich sowie in der Schweiz ist kein Pflanzenschutzmittel zugelassen, das Bensulid enthält.